# Moon So-ri
Moon So-ri (hangul: 문소리; Busan, 2 de julio de 1974) es una actriz surcoreana conocida por sus papeles protagonistas en Oasis (2002) y La mujer del abogado (2003).

## Biografía
Después de graduarse en la Universidad Sungkyunkwan en Educación, formó parte del grupo de teatro Hangang ("Río Han") de 1995 a 1997.
Según Moon, su padre era tan estricto que nunca le permitió ir al teatro, pero sí la forzó a leer obras literarias clásicas y tocar música clásica (conoce bien el pansori, el violín y el gayageum). Sin embargo, después de ver interpretaciones de actrices profesionales se interesó por la actuación.
El 24 de diciembre de 2006 se casó con Jang Joon-hwan, director de la película de culto Save the Green Planet!. Los dos fueron alumnos de la Universidad Sungkyunkwan y se conocieron en 2003. Después de sufrir un aborto natural en 2010, dio a luz a su hija el 4 de agosto de 2011.

## Carrera
Moon So-ri forma parte de la agencia C-JeS Entertainment.
Debutó en la obra Classroom Idea (además de colaborar en su creación). Apareció en obras y cortometrajes como Black Cut y To the Spring Mountain antes de hacerse famosa como actriz principal.
Su primer papel en una película fue en la aclamada cinta de Lee Chang-dong Peppermint Candy, pero no fue hasta su segunda película, Oasis, dirigida también por Lee Chang-dong, cuando se vio su gran talento para la interpretación. Su poderosa interpretación de una mujer con parálisis cerebral fue fruto de numerosos elogios y ganó el Premio Marcello Mastroianni a Mejor Actriz Revelación en el 2002 en el Festival de Cine de Venecia (Moon fue la segunda surcoreana en ganar un premio en ese festival). También ganó el de Mejor Actriz en el Festival de Cine Internacional de Seattle.
Al siguiente año volvió a ganar fama por su papel protagonista en la película La mujer del abogado, un papel que era radicalmente distinto al que interpretó en Oasis. En esta película interpretó a una mujer encerrada en un matrimonio decadente que comienza a tener una aventura con un adolescente. Esta película también estuvo en el Festival de Cine de Venecia y su papel le valió más tarde para ganar el premio a Mejor Actriz del Festival Internacional de Cine de Estocolmo. Similar al caso con Oasis, le dieron una gran cantidad de premios a Mejor Actriz en ceremonias en su país natal.
Moon también apareció en 2004 junto con Song Kang-ho en El barbero del presidente, una película que ilustra 20 años de historia coreana moderna a través de los ojos del barbero personal del dictador Park Chung-hee. En 2005 apareció en Sorry Apple (Sa-kwa), donde tiene un papel más importante. Esta obra es un drama introspectivo sobre una mujer que embarca en una relación nueva después de ser dejada por su novio con el que tuvo una relación larga. También de 2005, en Bravo, My Life! volvió a interpretar un papel en una película ambientada la era histórica de finales de los 70 y principios de los 80, siendo este un drama familiar crítico con la agitación política de aquel tiempo.
En 2006, interpretó a una profesora promiscua en Bewitching Attraction, e hizo de una hermana en Family Ties (por la que compartió el premio a Mejor Actriz con tres actrices del reparto en el Festival de cine de Salónica de 2006, donde su película también ganó el premio a Mejor Fotografía y Mejor Guion). Moon protagonizó su primera serie televisiva en 2007, en el drama histórico de fantasía The Legend  Después narró My Heart Is Not Broken Yet , un documental sobre Song Sin-do y su demanda legal (que duró una década) contra el gobierno japonés en la que reclamaba una disculpa oficial sobre el tema de las mujeres de consuelo que utilizó el Ejército Imperial Japonés durante su ocupación de Corea como esclavas sexuales.
Después participó en la película con temática deportiva Forever The Moment (2008), y en una sobre los derechos humanos llamada Fly, Penguin en 2009.
Para promocionar el 2009 Green Film Festival enSeoul, Kim Tae-yong dirigió a Moon en el corto Take Action, Now or Never! sobre prácticas ecológicas. Participó también en el corto de Baik Hyun-jhin's The End.
Tras aparecer en A Little Pond en 2010, Moon se unió al reparto de la película de Hong Sang-soo Ha Ha Ha. Ha Ha Ha ganó el máximo premio en la sección Un Certain Regard del Festival de Cannes de 2010.
Habiendo siempre expresado un deseo de regresar a sus raíces en el teatro, participó en 2006 en Sulpun Yonguk ("Obra Triste") y otra vez en la producción coreana de The Pitmen Painters en 2010.
Fue actriz de doblaje en la película Leafie, A Hen into the Wild, labor por la que fue ampliamente elogiada, en 2011 se convirtió en la película de animación coreana más exitosa de la era moderna con 2 millones de entradas vendidas En ese año Moon empezó en la Facultad de Artes de La Universidad Konkuk como profesora de Estudios de Cine.
En 2012, trabajó otra vez con Hong Sang-soo en En otro país, la cual era protagonizada por la actriz francesa Isabelle Huppert, de quien Moon es seguidora .
Porque encontró el guion "único y creativo" Moon se atrevió a unirse al reparto del thriller de temática criminal An Ethics Lesson con el director novel Park Myung-rang Después volvió a trabajar con Sol Kyung-gu (protagonista en Oasis junto con ella) en la comedia de espías The Spy: Undercover Operation.
En 2014 participó en Venus Talk, una película sobre la vida romántica y sexual de tres mujeres en sus cuarenta años. Apareció también en la película documental de Park Chan-kyong Manshin: Ten Thousand Spirits, biografía de la chamana Kim Geum-hwa. Después apareció en otra película de Hong Sang-soo, Hill of Freedom, que recibió premios como Mejor Película en ese año por la Asociación de Críticos de Cine surcoreana, entre otros premios.
En televisión fue copresentadora de un talk show, Magic Eye
Hizo su debut dirigiendo en The Actress, un corto en el que ella misma hace de protagonista y cuya trama es la de una chica que se reúne con grupo de conocidos para beber, todos hombres, que tras excederse con el alcohol empiezan a hablar con la lengua «suelta» y ponen de manifiesto sus prejuicios contra ella. Se estrenó en la decimonovena edición del Festival Internacional de Cine de Busan, que copresentó junto a Ken Watanabe.
En 2015 se convirtió en la primera actriz coreana invitada como miembro de jurado del Festival Internacional de Cine de Lorcano; el director artístico del festival, Carlo Chatrian alabó sus «elecciones valientes (en seleccionar proyectos)» y llamó a Moon «la joya de la industria del cine coreano».
En 2018 protagonizó la película Ode to the Goose, dirigida por Zhang Lu, con el papel de Song-hyun, una mujer divorciada que hace un improvisado viaje a la costa junto a un amigo con el que se había encontrado casualmente.
En abril del 2020 se anunció que se uniría al elenco de la película SF8: Human Proof.
En octubre de ese mismo año se exhibió en el Festival Internacional de Cine de Busan la película Three Sisters, que se estrenó en sala en enero de 2021. La película está protagonizada por ella, junto a Kim Sun-young y Jang Yoon-ju, y trata sobre las vidas problemáticas de tres hermanas, que deben afrontar un trauma común de su infancia.
En enero de 2021 se anunció su participación en la serie On the Verge of Insanity, con el papel de Tang Ja-young, una jefa del departamento de recursos humanos de una empresa, brillante y adicta al trabajo. En junio del mismo año se anunció que estaba en pláticas para unirse al elenco de la serie Queenmaker, donde interpreta a Oh Seung-sook, una abogada de derechos laborales apodada «rinoceronte loco», quien se autoproclama la «Señora de la Justicia de Corea». Es la presidenta de la Asociación de Mujeres Trabajadoras, la Ola de Derechos Humanos de Mujeres Coreanas y líder de la fundación Solidaridad con los Derechos de los Trabajadores, que decide hacer campaña como candidata a la alcaldía de Seúl. La serie se estrenó en abril de 2023.

## Filmografía

### Películas

#### Actriz
| Año  | Título                             | Papel                           | Notas                | Ref.                 |
| ---- | ---------------------------------- | ------------------------------- | -------------------- | -------------------- |
| 1998 | The Power Of Love                  |                                 | cortometraje         |                      |
| 1999 | Peppermint Candy                   | Sunim                           |                      |                      |
| 2000 | Black Cut                          |                                 | cortometraje         |                      |
| 2001 | To the Spring Mountain             |                                 | cortometraje         |                      |
| 2001 | Plan 19 From Outer Space           |                                 | cortometraje         |                      |
| 2002 | Oasis                              | Han Gong-ju                     |                      |                      |
| 2003 | La mujer del abogado               | Eun Ho-jung                     |                      |                      |
| 2004 | El barbero del presidente          | Kim Min-ja                      |                      |                      |
| 2005 | Bravo, My Life!                    | Kim Mal-soon                    |                      |                      |
| 2005 | Sa-kwa                             | Hyun-jung                       |                      |                      |
| 2005 | The Nine Lives of Korean Cinema    |                                 | documental           |                      |
| 2006 | Bewitching Attraction              | Cho Eun-sook                    |                      |                      |
| 2006 | Family Ties                        | Lee Mi-ra                       |                      |                      |
| 2007 | My Heart Is Not Broken Yet         | narradora                       | documental           |                      |
| 2008 | Forever the Moment                 | Han Mi-sook                     |                      |                      |
| 2009 | Like You Know It All               | mujer de Jecheon - Seúl         | voz, cameo           |                      |
| 2009 | Take Action, Now or Never!         |                                 | cortometraje         |                      |
| 2009 | Fly, Penguin                       | Song Hee-jung                   |                      |                      |
| 2009 | The End                            |                                 | cortometraje         |                      |
| 2010 | A Little Pond                      | Refugee                         | cameo                |                      |
| 2010 | Ha Ha Ha                           | Wang Seong-ok                   |                      |                      |
| 2010 | The Housemaid                      | Obstetrician                    | cameo                |                      |
| 2011 | Leafie, A Hen into the Wild        | Leafie / Yipsak / Sprout / Dais | voz                  |                      |
| 2011 | Ari Ari the Korean Cinema          |                                 | documental           |                      |
| 2012 | En otro país                       | Geum-hee                        |                      |                      |
| 2013 | An Ethics Lesson                   | Kim Sun-hwa                     |                      |                      |
| 2013 | The Spy: Undercover Operation      | Young-hee                       |                      |                      |
| 2014 | Venus Talk                         | Jo Mi-yeon                      |                      |                      |
| 2014 | Manshin: Ten Thousand Spirits      | Kim Geum-hwa (media edad)       | documental           | [ 74 ]               |
| 2014 | Hill of Freedom                    | Young-sun                       |                      |                      |
| 2014 | The Actress                        | So-ri                           | cortometraje         |                      |
| 2014 | Phantoms of the Archive            |                                 | cortometraje         |                      |
| 2015 | The Running Actress                | So-ri                           | cortometraje         |                      |
| 2015 | The Best Director                  | So-ri                           | cortometraje         |                      |
| 2015 | Accompany                          |                                 | cortometraje         |                      |
| 2015 | Love and...                        | conserje del hospital           | cortometraje         | [ 75 ]               |
| 2016 | The Handmaiden                     | tía de Hideko                   | cameo                |                      |
| 2016 | Vanishing Time: A Boy Who Returned | Dr. Min                         | cameo                |                      |
| 2017 | The Mayor                          | Jung Jae-yi                     |                      |                      |
| 2017 | The Running Actress                | So-ri                           |                      |                      |
| 2017 | Legend of the Blue Sea             | Ahn Jin-joo                     |                      |                      |
| 2017 | 1987: When the Day Comes           |                                 | voz                  |                      |
| 2018 | Little Forest                      | madre de Hye-won                |                      | [ 76 ]               |
| 2018 | Ode to the Goose                   | Song-hyun                       |                      | [ 66 ]               |
| 2018 | The Underdog                       |                                 |                      |                      |
| 2019 | Juror 8                            | Kim Joon-gyeom                  |                      |                      |
| 2020 | Three Sisters                      | Mi-yeon                         | También coproductora | [ 77 ]               |
| 2022 | I Want to Know Your Parents        |                                 |                      |                      |
| 2022 | Seúl a toda pastilla               | Kang In-sook                    | Netflix              | [ 78 ] [ 79 ] [ 80 ] |

#### Directora y guionista
| Año  | Título              | Notas                                                                     | Ref.   |
| ---- | ------------------- | ------------------------------------------------------------------------- | ------ |
| 2014 | The Actress         | 19th Busan International Film Festival - Muestra de cortometrajes         |        |
| 2015 | The Running Actress | Jeonju International Film Festival - Korea Cinemascape para cortometrajes |        |
| 2015 | The Best Director   | 20th Busan International Film Festival - Muestra de cortometrajes         |        |
| 2017 | The Running Actress | Largometraje (compuesto por tres cortometrajes)                           | [ 81 ] |

### Series de televisión
| Año     | Título                         | Papel           | Canal   | Notas                 | Ref.          |
| ------- | ------------------------------ | --------------- | ------- | --------------------- | ------------- |
| 2007    | The Legend                     | Seo Ki-ha       | MBC     |                       |               |
| 2008-09 | All About My Family            | Lee Hwang       | MBC     |                       |               |
| 2013    | Drama Festival - The Murder    | Jeong-boon      | MBC     |                       |               |
| 2016    | Legend of the Blue Sea         | Ahn Jin-joo     | SBS     |                       | [ 82 ]        |
| 2018    | Life                           | Oh Se-hwa       | JTBC    |                       | [ 83 ]        |
| 2020    | SF8                            | Ga Hye-ra       | MBC     | Episodio "Empty Body" | [ 84 ]        |
| 2020    | The School Nurse Files         | Hwa-soo         | Netflix | Aparición especial    |               |
| 2021    | On the Verge of Insanity       | Tang Ja-young   | MBC     |                       | [ 70 ]        |
| 2023    | Queenmaker                     | Oh Seung-sook   | Netflix |                       | [ 85 ]        |
| 2024    | Jeong-nyeon: The Star Is Born  | Seo Yong-rye    | tvN     | Aparición especial    | [ 86 ] [ 87 ] |
| 2025    | Si la vida te da mandarinas... | Ae-soon adulta  | Netflix |                       | [ 88 ]        |
| 2025    | ¡Oh, mis clientes fantasmas!   | Moon Jung-eun   | MBC     | Aparición especial    | [ 89 ] [ 90 ] |
| 2025    | Our Movie                      | Madre de Da-eum | SBS     | Aparición especial    | [ 91 ]        |

### Apariciones en programas de variedades
- Running Man (SBS, 2014) Ep. 183
- Master in the House (SBS, 2019) Ep. 100

### Presentadora de un talk show
- Magic Eye (SBS, 2014)

## Teatro
- The Pitmen Painters (2010)
- The Weir (2006)
- Sad Play (2006)

## Premios y distinciones
| Año  | Premio                                                | Categoría                                     | Papel                    | Resultado | Ref.            |
| ---- | ----------------------------------------------------- | --------------------------------------------- | ------------------------ | --------- | --------------- |
| 2002 | Festival Internacional de Cine de Venecia             | Premio Marcello Mastroianni                   | Oasis                    | Ganadora  | [ 92 ] [ 93 ]   |
| 2002 | Blue Dragon Film Awards                               | Mejor actriz revelación                       | Oasis                    | Ganadora  |                 |
| 2002 | Chunsa Film Art Awards                                | Mejor actriz                                  | Oasis                    | Ganadora  |                 |
| 2002 | Korean Association of Film Critics Awards             | Mejor actriz                                  | Oasis                    | Ganadora  |                 |
| 2002 | Korean Film Awards                                    | Mejor actriz revelación                       | Oasis                    | Ganadora  |                 |
| 2002 | Korean Film Awards                                    | Mejor actriz                                  | Oasis                    | Ganadora  |                 |
| 2002 | Director's Cut Awards                                 | Mejor actriz revelación                       | Oasis                    | Ganadora  |                 |
| 2002 | Ministerio de Cultura , Deporte y Turismo surcoreano  | Orden Okgwan al Mérito Cultural               | —                        | Ganadora  |                 |
| 2003 | 39th Baeksang Arts Awards                             | Mejor actriz (cine)                           | Oasis                    | Candidata |                 |
| 2003 | Seattle International Film Festival                   | Mejor actriz                                  | Oasis                    | Ganadora  |                 |
| 2003 | 24th Blue Dragon Film Awards                          | Mejor actriz protagonista                     | A Good Lawyer's Wife     | Candidata |                 |
| 2003 | Stockholm International Film Festival                 | Mejor actriz                                  | A Good Lawyer's Wife     | Ganadora  |                 |
| 2003 | Busan Film Critics Awards                             | Mejor actriz                                  | A Good Lawyer's Wife     | Ganadora  | [ 94 ]          |
| 2003 | Chunsa Film Art Awards                                | Mejor actriz                                  | A Good Lawyer's Wife     | Ganadora  |                 |
| 2003 | Korean Film Awards                                    | Mejor actriz                                  | A Good Lawyer's Wife     | Ganadora  |                 |
| 2003 | Women in Film Korea Awards                            | Mejor actriz                                  | A Good Lawyer's Wife     | Ganadora  |                 |
| 2004 | Grand Bell Awards                                     | Mejor actriz                                  | A Good Lawyer's Wife     | Ganadora  | [ 95 ]          |
| 2004 | Max Movie Awards                                      | Mejor actriz                                  | A Good Lawyer's Wife     | Ganadora  |                 |
| 2006 | Thessaloniki Film Festival                            | Mejor actriz                                  | Family Ties              | Ganadora  | [ 96 ]          |
| 2008 | MBC Drama Awards                                      | Premio de excelencia, actriz                  | My Life's Golden Age     | Ganadora  |                 |
| 2008 | 29th Blue Dragon Film Awards                          | Mejor actriz protagonista                     | Forever the Moment       | Candidata |                 |
| 2008 | 16th Chunsa Film Art Awards                           | Mejor actriz                                  | Forever the Moment       | Candidata |                 |
| 2010 | Buil Film Awards                                      | Mejor actriz                                  | Ha Ha Ha                 | Ganadora  |                 |
| 2010 | 8th Korean Film Awards                                | Mejor actriz                                  | Ha Ha Ha                 | Candidata |                 |
| 2012 | 21st Buil Film Awards                                 | Mejor actriz de reparto                       | In Another Country       | Candidata |                 |
| 2015 | 2nd Wildflower Film Awards                            | Mejor actriz                                  | Hill of Freedom          | Candidata | [ 97 ]          |
| 2016 | Festival Internacional de Cine de Venecia             | Premio Starlight Cinema                       | —                        | Ganadora  | [ 98 ]          |
| 2017 | 11th Asian Film Awards                                | Mejor actriz de reparto                       | The Handmaiden           | Ganadora  | [ 99 ]          |
| 2017 | 54th Grand Bell Awards                                | Mejor actriz de reparto                       | The Mayor                | Candidata |                 |
| 2017 | 5th Marie Claire Asia Star Awards                     | Premio especial                               | The Running Actress      | Ganadora  |                 |
| 2017 | 1st The Seoul Awards                                  | Mejor actriz (cine)                           | The Running Actress      | Candidata |                 |
| 2017 | 38th Blue Dragon Film Awards                          | Mejor actriz protagonista                     | The Running Actress      | Candidata |                 |
| 2018 | 27th Buil Film Awards                                 | Mejor director novel                          | The Running Actress      | Candidata | [ 100 ]         |
| 2018 | 54th Baeksang Arts Awards                             | Mejor director novel                          | The Running Actress      | Candidata | [ 101 ]         |
| 2018 | 5th Wildflower Film Awards                            | Mejor director                                | The Running Actress      | Candidata |                 |
| 2018 | 23rd Chunsa Film Art Awards                           | Mejor actriz                                  | The Running Actress      | Candidata | [ 102 ]         |
| 2018 | 26th Korea Culture and Entertainment Awards           | Mejor actriz                                  | The Running Actress      | Ganadora  | [ 103 ]         |
| 2018 | 38th Golden Cinema Awards                             | Premio a la popularidad, actriz               | The Running Actress      | Ganadora  |                 |
| 2018 | 2nd Seoul Awards                                      | Mejor actriz de reparto (series)              | Life                     | Ganadora  | [ 104 ] [ 105 ] |
| 2018 | 38th Hawaii International Film Festival               | Premio Halekulani Career Achievement          | —                        | Ganadora  | [ 106 ]         |
| 2019 | 24th Chunsa Film Arts Awards                          | Mejor actriz                                  | Ode to the Goose         | Candidata | [ 107 ]         |
| 2021 | 57th Baeksang Arts Awards                             | Mejor actriz (cine)                           | Three Sisters            | Candidata | [ 108 ]         |
| 2021 | 41st Annual Korean Association of Film Critics Awards | Mejor actriz                                  | Three Sisters            | Ganadora  | [ 109 ]         |
| 2021 | 26th Chunsa Film Art Award                            | Mejor actriz                                  | Three Sisters            | Candidata | [ 110 ]         |
| 2021 | 42nd Blue Dragon Film Award                           | Mejor actriz (cine)                           | Three Sisters            | Ganadora  | [ 111 ] [ 112 ] |
| 2021 | 2021 MBC Drama Award                                  | Top Excellence Award, Actress in a Miniseries | On the Verge of Insanity | Nominada  |                 |
| 2021 | 2021 MBC Drama Award                                  | Best Couple Award (junto a Jung Jae-young)    | On the Verge of Insanity | Nominada  |                 |